# Kion
Kion est une entreprise fabricant des chariots élévateurs, issue d'une scission de Linde en 2006.

## Histoire
En 2006, pour financer le rachat de BOC, Linde vend sa division Manipulation de matériel (chariot élévateur dont Fenwick-Linde, techniques de stockage) sous le nom de Kion pour 4 milliards d'euros à un consortium financier composé de KKR et de Goldman Sachs.
En mars 2015, Kion et Mitsubishi Heavy Industries ont été en discussion pour acquérir UniCarriers, une entreprise japonaise de chariots élévateurs pour approximativement 100 milliards de yens. Mitsubishi Heavy Industries réalisera finalement cette acquisition sans Kion, mais avec sa filiale de chariots élévateurs.
En juin 2016, Kion annonce l'acquisition de Dematic, entreprise spécialisée dans l'automatisation des activités logistiques, pour 3,25 milliards de dollars.
En 2018, le groupe Kion a signé un accord à Anji, en Chine, pour acquérir une participation minoritaire dans EP Équipement.